# ABSOLUTE VALUE
『ABSOLUTE VALUE』（アブソリュート バリュー）は、中谷美紀の初のベスト・アルバム。1998年8月21日にフォーライフ・レコード/güt から発売された。

## 概要
フォーライフ・レコード/gütから発売された2枚のアルバム『食物連鎖』、『cure』のそれぞれ頭5曲をそのままの順番で収録しており、同社から発売された5枚のシングルは全て収録されている（#2・#6はシングルバージョン、#9・#10はオリジナルではつながっているが、本作では独立させて収録）。

## アートワーク
初回盤と通常盤ではジャケットが異なり初回盤はジャケットがフィルム仕様。ジャケット・デザインは『食物連鎖』『cure』や坂本龍一関連をデザインしていた中島英樹ではなくDIAMOND HEADSが担当。同デザインで5曲入りミュージック・ビデオ集『COMPLETENESS』も同時発売された。

## 収録曲

### CD
| 全編曲: 坂本龍一（M-3以外）、M-3: 小西康陽。 |                                        |           |           |       |
| #                                            | タイトル                               | 作詞      | 作曲      | 時間  |
| 1.                                           | 「MIND CIRCUS」                        | 売野雅勇  | 坂本龍一  | 5:15  |
| 2.                                           | 「STRANGE PARADISE」                   | 売野雅勇  | 坂本龍一  | 6:09  |
| 3.                                           | 「逢いびきの森で」                     | 小西康陽  | 小西康陽  | 5:24  |
| 4.                                           | 「汚れた脚 The Silence of Innocence」  | 売野雅勇  | 坂本龍一  | 6:01  |
| 5.                                           | 「my best of love」                    | 大貫妙子  | 大貫妙子  | 5:03  |
| 6.                                           | 「いばらの冠」                         | 松本隆    | 坂本龍一  | 4:34  |
| 7.                                           | 「天国より野蛮～WILDER THAN HEAVEN～」 | 売野雅勇  | 坂本龍一  | 4:36  |
| 8.                                           | 「砂の果実」                           | 売野雅勇  | 坂本龍一  | 5:18  |
| 9.                                           | 「水族館の夜」                         | 松本隆    | 坂本龍一  | 6:05  |
| 10.                                          | 「鳥籠の宇宙」                         | 中谷美紀  | 坂本龍一  | 5:24  |
| 合計時間:                                    | 合計時間:                              | 合計時間: | 合計時間: | 54:09 |

### 曲解説
1. MIND CIRCUS
再デビュー・シングル表題曲。
2. STRANGE PARADISE
2枚目のシングル表題曲。アルバム『食物連鎖』には別ミックスで収録されたが、本作にはシングルバージョンで収録。
3. 逢いびきの森で
アルバム『食物連鎖』収録曲。
4. 汚れた脚 The Silence of Innocence
アルバム『食物連鎖』収録曲。
5. my best of love
アルバム『食物連鎖』収録曲。
6. いばらの冠
5枚目のシングル表題曲。アルバム『cure』にはシングルバージョンに後奏をつけた別バージョンで収録されたが、本作にはシングルバージョンで収録。
7. 天国より野蛮～WILDER THAN HEAVEN～
4枚目のシングル表題曲。
8. 砂の果実
中谷美紀 with 坂本龍一名義のシングル表題曲（中谷のシングルとしては3枚目）。坂本龍一 featuring Sister M「The Other Side of Love」の日本語カバー。
9. 水族館の夜
アルバム『cure』収録曲。
10. 鳥籠の宇宙
シングル「いばらの冠」のカップリング曲。アルバム『cure』収録曲。